# Senkpa-Mbaéré
Senkpa-Mbaéré est une  commune rurale de la préfecture de Mambéré, en République centrafricaine. Elle s’étend au sud de la ville de Carnot, et tient son nom de la rivière Mbaéré, affluent de la Lobaye. 

## Géographie
La commune de Senkpa-Mbaéré est située à l’est de la préfecture de Mambéré. 
| Carnot        | Topia         |         |
| Haute-Batouri | Senkpa-Mbaéré | Boganda |
| Basse-Mambéré | Mbaéré        |         |

## Histoire
La commune était avant 2020, dans la préfecture de Mambéré-Kadéï, Senkpa-Mbaéré devient sous-préfecture à la suite de la réforme administrative de fin 2020.

## Villages
Les principaux villages de la commune sont : Koumbé, Kamba, Boudoua, Kanga-Barc, Mboula, Kamanga, Malbeve et Mbatamalé. 
En zone rurale, la commune compte 35 villages recensés en 2003 : Barka-Bac, Boudoua, Bourdil, Dengbe, Djingando, Dondi-Nord, Gbago, Gboyo-Beya, Guembe, Kamanga, Kamba, Kanga-Bac, Kankele 1, Kankele 2, Kolou, Koumbe, Kpama, Mambeve, Mbaere, Mbatamale, Mboula Centre, Mekongo, Ndourou, Ngoungou, Pakanza, Panga 1, Panga 2, Panga 3, Ribozo, Songuene, Tengue, Votovo, Wamini, Wanyale, Zaoro-Dana.

## Éducation
La commune compte 4 écoles publiques à Kamba, Dengbe, Mboula, Panga et une école privée : école catholique associée Sainte Famille à Mboula.